# Sony Ericsson W890i

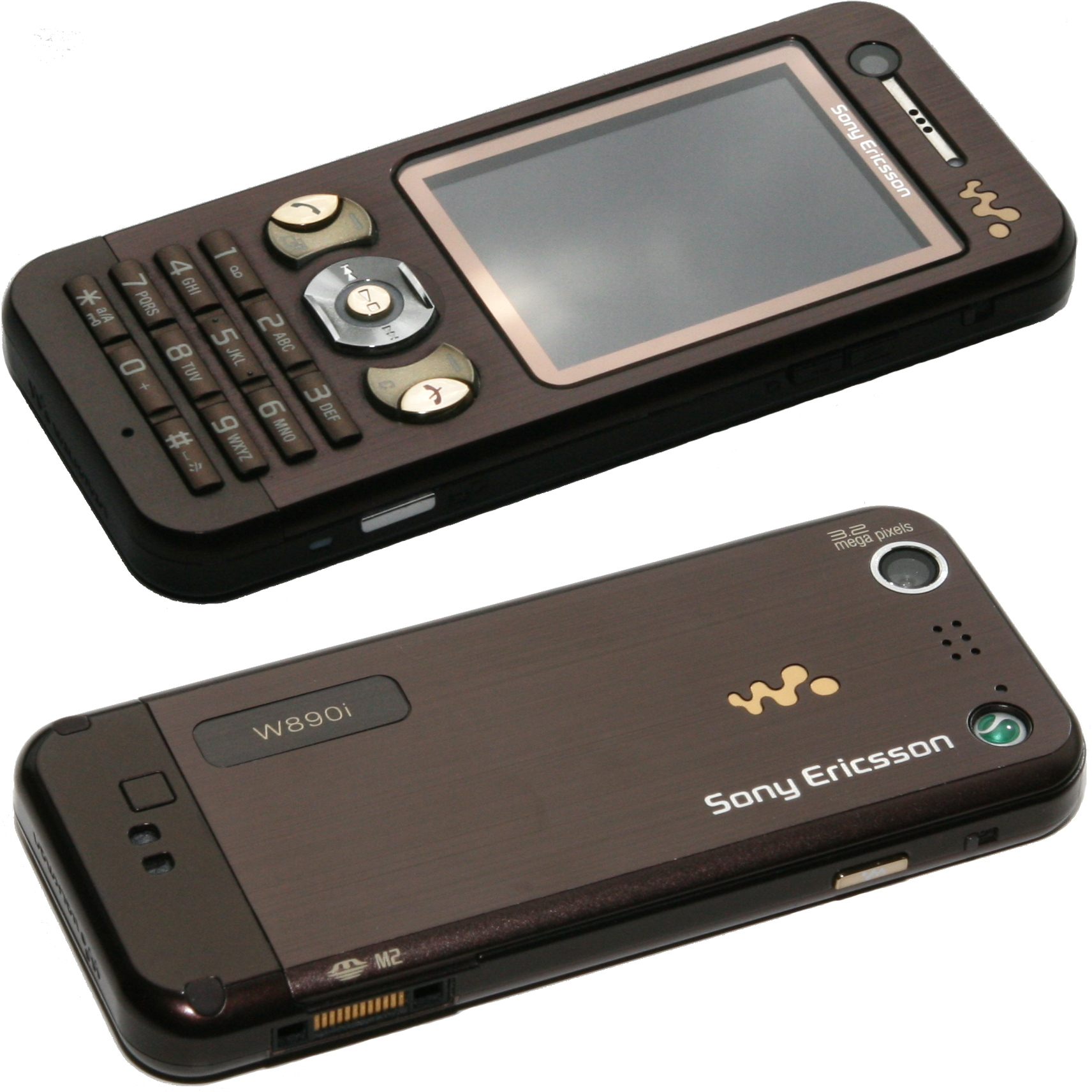

Sony Ericsson W890i är en Walkmanmobil som släpptes under våren 2008. Den är en uppföljare till Sony Ericsson W880. Den finns i färgerna Sparkling Silver, Mocha Brown och Espresso Black.

## Nyheter
Sony Ericsson W890i är uppföljaren till Sony Ericsson W880. W890i är lite tjockare och tyngre. W880i är 9,4 mm tjock och W890i 10mm. W880i väger 71 gr och W890i 78 gr. Även kameran och musikspelaren är uppdaterade.

## Musiken
Sony Ericsson W890i är en Walkman-mobil. Den har Walkman 3.0, den har också en ny funktion som även finns i W910i, som heter Sense Me. Den funktionen innebär att du kan välja om du till exempel vill ha lugn musik, men bara om du har överfört musiken via Sony Ericssons programvara. Telefonen har också Track ID, Play Now, stereobluetooth (A2DP) och Mega Bass. W890i har också plats för Memory Stick Micro (M2).

## Kameran
Kameran i W890i är på 3,2 megapixel, den saknar autofocus men har digital zoom och videoinspelning.

## Underhållning
Till underhållning har telefonen Java, 3D-spel, direktuppspelad video, ljudinspelare och radio. Den har även flygplansläge som inaktiverar alla sändare, så du kan då använda alla funktioner som inte behöver kopplas upp via sändare på flygplanet. Dock inte vid start och landning.

## Internet / Kommunikation
Den här telefonen har Turbo-3G (HSDPA)och EDGE för bättre internet. Telefonen har även MMS (Multimedia Messaging Service), SMS och E-post. För telefoner som ska skicka filer inom 10 meter har telefonen Bluetooth.

## Specifikationer
- Kamera 3,2 megapixel
- Digital zoom
- Videoinspelning
- 3D-spel
- Java
- Radio
- Högtalartelefon
- Vibratorsignal
- Stereo bluetooth (A2DP)
- Mega Bass
- Sense Me
- Track ID
- Play Now
- Walkman 3.0
- Bluetooth
- Modem
- PC synkronisering
- RSS
- Mms
- Sms
- E-Post
- Ljudinspelare
- Flygplansläge
- Kalender